# Tomb Raider: The Last Revelation
Tomb Raider: The Last Revelation er fjerde spil i Core Designs Tomb Raider-serie. Det bygger videre på de tidligere udgivelsers gameplay, i et grafisk optimeret univers, hvor blandt andet hovedpersonen, Lara Croft, er modelleret efter forbedret standard. Spillet foregår i Cambodja og primært Egypten.

## Gameplay
Tomb Raider: The Last Revelation er et kombineret action-, adventure- og platformspil. Formålet er primært at løse gåder, der almindeligvis er adgangsgivende til det næste rum eller område. Nogle områder er udelukkende gådebaseret, mens andre er actionorienteret, og essentielt handler om at skyde fjender. For at kunne klare opgaverne er Lara blandt andet i stand til at gå, løbe, kravle, svømme, dykke, klatre og svinge i reb. Som noget nyt i forhold til tidligere udgivelser i serien, kan Lara også kigge til siderne uden at spilleren behøver dreje figuren. En tilsvarende funktion er dog i nyere spil erstattet med frihåndskamera kontrolleret med musen.

## Historie
På et tidspunkt i sin teenagealder rejser Lara rundt med sin mentor, Werner Von Croy. De lægger vejen forbi Angkor Wat-templet i Cambodja i søgen efter en mystisk "Iris." Men en ulykke tvinger Lara til at forlade Von Croy, for at redde sit eget liv. I nutiden, i Egypten, opdager Lara en gammel grav hvor den egyptiske gud Seth engang var holdt fanget. Uden overlagt intention får hun frigjort guden, og må involvere sig i et ræs mod tiden, for at bringe guden tilbage i fangeskab, og forhindre jordens undergang. Von Croy bliver Laras nye rival, fordi han er besat af Seth og han formår at gøre tingene mere kompliceret for den ombejlede heltinde. Lara rejser tværs over Egypten for at samle stykkerne af "Horus' armour" for at besejre Seth. Hun finder fragmenterne i Pharos, Temple of Isis, Temple of Poseidon og Cleopatras paladser. Hun forener dem i Temple of Horus for endegyldigt at besejre sin fjende, men Seth ankommer, ødelægger "the armour" og skubber amuletten i vandet. Lara genvinder besiddelse over amuletten, og forlader templet efter indgangen forsejles. Inden hun forlader templet lader hun Von Croy falde i døden.

## Modtagelse
Philip Christiansen fra gamereactor.dk giver The Last Revelation 9/10, og skriver: "[Det] bedste Tomb Raider-spil er lige blevet bedre!"

## Fodnoter
1. ↑  Anmeldelse af "Tomb Raider: The Last Revelation" på gamereactor.dk

| computerspil | Spire Denne computerspilsrelaterede artikel er en spire som bør udbygges. Du er velkommen til at hjælpe Wikipedia ved at udvide den. |